# 정라초등학교
정라초등학교는 대한민국 강원특별자치도 삼척시에 있는 공립 초등학교이다.

## 학교 연혁
- 1941.06.07 설립인가(개교기념일로 함)
- 1941.07.19 개교(12학급)
- 1996.03.01 정라초등학교로 개명
- 2001.05.19 개교 60주년
- 2013.09.01 제25대 김개동 교장 부임
- 2015.02.13 제70회 205명 졸업(졸업생 11,631명 배출)
- 2015.03.01 37학급 편성(특수학급 1학급)